# 日本チャップリン・梅廼家ウグイス
日本チャップリン・梅廼家ウグイス（にほんチャップリン・うめのやウグイス）は、大正、昭和初期に活躍した日本の夫婦漫才コンビ。
東京ではじめて漫才（当時萬歳）の看板を掲げたコンビ。また漫才師としてはじめてコンビ名に片仮名を付けたことで知られる。

## 概要
元は「新馬鹿大将・梅廼家鶯」というコンビ名。このコンビ名は2人の熱烈なファンだったという映画監督で横田商会（のちの日活の）の社長であった横田永之助が1910年公開のイタリア映画『新馬鹿大将』シリーズから採用した。またこの頃SPレコードを残している。
のちにコンビは再び横田永之助の勧めで「日本チャップリン・梅廼家ウグイス」と改名。1917年に初代桂春団治の浪花三友派に身を寄せていたがのちに翌年の1918年に大八会を経て花月派（吉本）に移籍。大八会が積極的に東西交流していた関係で東京にも進出、のちに娘2人を医療大学に入れるために上京。当時東京では知られていなかった漫才（当時萬歳）の看板をはじめて掲げた（当時「軽口」や「（滑稽）掛合噺」などで漫才コンビが出演することはあった）。吉原興業、東西演芸会、睦会などの寄席に出演。1928年、1929年ごろには東西の吉本の寄席に出演。震災を境に東京では飽きられ、以後は関西を中心に活躍。
ウグイスが鼓を持って問答やウグイスの美声の民謡を唸らせたり（チャップリンが鼓を持つこともあった）、またチャップリンの曲芸や当時人気だった安来節のどじょうすくいと浅草の見世物芸で見た猿回しの芸にヒントを得た猿の真似でどじょうすくいをする「エテ公のどじょうすくい」の珍芸もあった。コンビ当初は和服であったが「エテ公のどじょうすくい」をやるにあたり動きやすい洋服に替えた。和服時代にはチャップリンは裾にその日のカレンダーの日付の入ったものを着ていて舞台中にちらっと見せるのが定番であった。また実際に猿の真似の研究のために自宅で猿を数匹飼育したり、山まで登山し実際に野生の猿を見た。後年は鼓などを持たないしゃべくり漫才であった。チャップリンはその後、田中チャップリンという芸名で曲芸などをしていた。

## メンバー
日本チャップリン （生没年不詳）本名：不詳。
男性、才蔵（ボケ）。改良剣舞の出身。大正時代に入り改良剣舞の下火で漫才に転向、妻を相方とする。「日本チャップリン」は当事人気だったチャールズ・チャップリンに由来する。小柄で名前のとおりチャールズ・チャップリンを模した洋服（燕尾服）、ちょび髭であった。理由は不明だがあだ名は「コブ」と言った。
 梅廼家ウグイス （生没年不詳）本名：不詳。
女性、太夫（つっこみ）。江州音頭の出身。大柄の紋付の和服姿で、三味線を弾いていた。

## 弟子
- 高橋笑子[1]
- 乙女節子[2]